# چیه‌کو هیگاشییاما
چیه‌کو هیگاشییاما (انگلیسی: Chieko Higashiyama؛ ۳۰ سپتامبر ۱۸۹۰ – ۸ مهٔ ۱۹۸۰) بازیگر اهل ژاپن بود.
از فیلم‌هایی که وی در آن نقش داشته‌است، می‌توان به داستان توکیو، ابله، اوایل تابستان، زندگی اوهارو و ۴۷ رونین وفادار اشاره کرد.
وی همچنین برندهٔ جوایزی همچون شخصیت دارای شایستگی فرهنگی شده‌است.